# قشدة نباتية
قشدة نباتية (بالإنجليزية: Plant cream)‏ هي قشدة تُصنع من مُنتجات نباتية، وذلك عن طريق تحويل المواد النباتية إلى سائل كثيف مع إضافة مواد صناعية أُخرى. من أنواعها قشدة الصويا، وقشدة جوز الهند وقشدة الكاجو.

## القيمة الغذائية
أظهرت دراسة أُجريت في عام 1998، مقارنة بين القشدة النباتية والقشدة الحيوانية، أن السعرات الحرارية ومحتوى الدهون كانا متشابهين، إلا أن القشدة النباتية كانت أقل في الدهون المشبعة وأعلى في الدهون غير المشبعة المتعددة. كما احتوت القشدة النباتية على مستويات منخفضة من فيتامين ألف، ولم تحتوي على فيتامين دي، وكان محتوى الكالسيوم فيها أقل مقارنة بقشدة الألبان الحيوانية.